# 올리브색
올리브색 혹은 갈록색(褐綠色) 혹은 감람색(橄欖色)은 올리브의 빛깔로서, 어두운 황록색을 지칭하는 색깔이며, 노란색 염료에 검은색 염료를 약간 더하여 얻을 수 있다. 영어에서 '올리브색(Olive)'이라는 단어는 중세 영어 때 처음으로 나타난 것이다. 한편, 초록빛이 감도는 올리브색은 '올리브 드래브(Olive drab)'라고 지칭한다.

## 교통
서울 지하철 7호선의 고유색으로 사용되기도 한다. (DIC 374)

## 기타

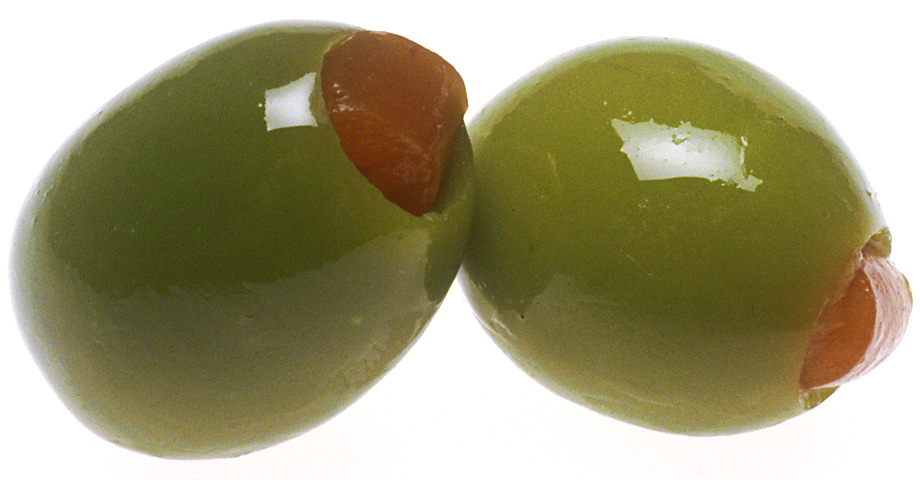
올리브 열매.

- 올리브 열매의 색은 올리브색이다.
- 한국걸스카우트연맹의 대표색과 대원 제복의 색깔도 역시 올리브색 계열이다.

## 같이 보기
- 카키색